# モンテプランドーネ
モンテプランドーネ（伊: Monteprandone）は、イタリア共和国マルケ州アスコリ・ピチェーノ県にある、人口約13,000人の基礎自治体（コムーネ）。

## 地理

### 位置・広がり
アスコリ・ピチェーノ県東部のコムーネ。トロント川河口のポルト・ダスコリから西南西へ8km、サン・ベネデット・デル・トロントから南西へ6km、県都アスコリ・ピチェーノから東北東へ22kmの距離にある。
町域の南をトロント川が流れており、対岸はテーラモ県（アブルッツォ州）である。

#### 隣接コムーネ
隣接するコムーネは以下の通り。括弧内のTEはテーラモ県所属を示す。
- アックアヴィーヴァ・ピチェーナ - 北
- サン・ベネデット・デル・トロント - 東
- マルティンシクーロ (TE) - 南東
- コロンネッラ (TE) - 南
- コントログエッラ (TE) - 南西
- モンサンポーロ・デル・トロント - 西

### 地勢
- トロント川

### 気候分類・地震分類
モンテプランドーネにおけるイタリアの気候分類 (it) および度日は、zona D, 1951 GGである。
また、イタリアの地震リスク階級 (it) では、zona 2 (sismicità media) に分類される。